# Stanisława Grabska
Stanisława Halina Grabska (ur. 20 marca 1922 we Lwowie, zm. 13 listopada 2008 r. w Sulejówku) – polska teolog, publicystka, artysta plastyk (w zakresie tkactwa artystycznego).

## Droga życiowa
Córka prof. Stanisława Grabskiego, polityka i ekonomisty oraz Zofii Smolik.
Podczas II wojny światowej członek Tajnej Sodalicji Mariańskiej. Przybyła do Lwowa na rozkaz Komendy ZWZ w Warszawie z zadaniem nawiązania bezpośredniej łączności konspiracyjnej z komendą ZWZ na okupację sowiecką, w celu połączenia obu struktur konspiracji wojskowej. Podczas okupacji hitlerowskiej Lwowa była zatrudniona jako preparatorka wszy w Instytucie Badań nad Tyfusem Plamistym i Wirusami profesora Rudolfa Weigla, dzięki czemu miała dokumenty, chroniące ją przed represjami okupanta.
Od 1945 r. w Warszawie. Studiowała na Akademii Sztuk Pięknych (malarstwo i tkactwo artystyczne). Pracowała następnie w Biurze Wzornictwa Przemysłu Lekkiego. W 1964 r. podjęła studia teologiczne na Katolickim Uniwersytecie Lubelskim (zaocznie, w ramach Studium Wyższej Wiedzy Religijnej, później w trybie stacjonarnym). Pracę magisterską pt.: Wolność chrześcijańska u św. Pawła i u św. Mateusza obroniła w 1969 r. W tym czasie była też organizatorką wykładów teologicznych w Klubie Inteligencji Katolickiej w Warszawie. Uczestniczyła w Kongresie Apostolatu Świeckich w Rzymie, w czasie trwania II Soboru Watykańskiego. Następnie, dzięki stypendium, studiowała na uniwersytecie w Leuven (Belgia, 1970-1973), będąc tam pierwszą kobietą świecką, która obroniła doktorat z teologii (promotor: ks. prof. Philippe Delhaye, ekspert Soboru ds. etycznych).
Po powrocie do Polski, była związana nadal z warszawskim KIK-iem, wykładała też m.in. kulturę biblijną na wydziale krytyki teatralnej warszawskiej PWST, oraz symbolikę biblijną w kulturze europejskiej dla Podyplomowego Studium Religioznawczego przy Uniwersytecie Warszawskim. 20 sierpnia 1980 roku podpisała apel 64 uczonych, pisarzy i publicystów do władz komunistycznych o podjęcie dialogu ze strajkującymi robotnikami. Na początku l. 80. wykładała w duszpasterstwach, również dla członków podziemnej "Solidarności". Napisaną przez siebie "Drogę krzyżową" odczytała w Częstochowie na Jasnej Górze dla przedstawicieli KIK-ów z całej Polski, podczas trwania stanu wojennego (później tekst został powielony i rozprowadzany w II obiegu).
Członek Klubu Inteligencji Katolickiej w Warszawie (m.in. wiceprezes i prezes). Członek Komitetu Obywatelskiego „Solidarność” przy Lechu Wałęsie (wiceprzewodnicząca komisji stowarzyszeń). Uczestnik obrad Okrągłego Stołu, ze strony opozycji demokratycznej (w podzespole ds. stowarzyszeń i samorządu terytorialnego; przewodnicząca grupy roboczej ds. stowarzyszeń).
W sierpniu 1996 r. była organizatorką zbierania podpisów pod Apelem do organizacji światowej i Rady Europy w sprawie Czeczenii w 52. rocznicę wybuchu Powstania Warszawskiego (tekst apelu publikował m.in. "Tygodnik Powszechny"). Była także redaktorem naczelnym czasopisma Życie Klubów: kwartalnik Porozumienia Klubów Inteligencji Katolickiej.
W ostatnich latach prowadziła w warszawskim KIK-u cykliczne spotkania "Czytamy Stary Testament" oraz "Czytamy Nowy Testament". Jest uważana za jednego z najwybitniejszych polskich teologów świeckich.
Publikowała m.in. w "Więzi", "Znaku", "Przewodniku Katolickim", "Tygodniku Powszechnym" i "Niedzieli" oraz pracach zbiorowych.
Mieszkała w Warszawie, a w ostatnim okresie życia w Sulejówku, pochowana na Cmentarzu parafii Najświętszej Maryi Panny Matki Kościoła w Sulejówku w Warszawie-Wesołej.

## Twórczość
- Nadzieja, która jest wezwaniem (Biblioteka "Więzi" [t. 44], Warszawa 1980)
- Pacierz w Biblii zakorzeniony (Biblioteka "Więzi" [t. 47], Warszawa 1983)
- Człowiek wobec Trójcy Świętej (Biblioteka "Więzi" [t. 64], Warszawa 1990, ISBN 83-85124-24-1)
- Ciekawość nieba, ciekawość ziemi. Ze Stanisławą Grabską rozmawia Irena Stopierzyńska (Biblioteka "Więzi" [t. 122], Warszawa 2000, ISBN 83-88032-25-9)
- Jan III: teologia tekstów redaktora kościelnego Ewangelii według św. Jana (Tyniec 2002, ISBN 83-7354-026-1)
- Bóg jest miłością (Włocławskie Wydawnictwo Diecezjalne, Włocławek 2004, ISBN 83-85084-95-9)
- Symbole i idee biblijne w naszym życiu (Tertium Sp. z o.o., Warszawa 2004, ISBN 83-920870-0-3)

## Przedmowy
- Jean Daniélou, Trójca Święta i tajemnica egzystencji; Znak świątyni czyli O obecności Boga (Znak 1994, ISBN 83-7006-227-X)

## Odznaczenia
- Krzyż Oficerski Orderu Odrodzenia Polski – 2006[2]